# Jan Vogel
Jan Frederik Vogel (Amsterdam, 25 januari 1902 - Genève, 3 oktober 1983) was een Nederlands accordeonist, componist en dirigent.
Hij componeerde de muziek van een aantal bekende Nederlandse liedjes, zoals Ketelbinkie (bekend van Frans van Schaik) en Bloesem van seringen van The Skymasters en Karel van der Velden. Jarenlang werkte hij mee aan programma's van de VARA. Zo verzorgde hij vaak de muziek bij cabaretliedjes van Wim Ibo en leidde hij het VARA Radio-Orkest. Ook had hij zijn eigen accordeonorkest. Bekende accordeoncomposities van Vogel waren onder andere De kleine postiljon en De maharadja van Magador.
Jan Vogel woonde op een woonboot in Amsterdam en was een groot kunstliefhebber. Na het overlijden van zijn in Genève geboren weduwe, Johanna Emelie Maria Rammers (1920-2003) werd zijn kunstverzameling, met werken van onder andere Jan Sluijters, Cees Bolding en Kees Maks, geveild. De opbrengst kwam ten goede aan de Jan Vogel Stichting, die ten doel heeft zijn muzikale erfenis in ere te houden. Per 1 januari 2008 heeft deze stichting een fonds op naam ingesteld bij het Prins Bernhard Cultuurfonds onder de naam Jan Vogel Fonds. Dit fonds heeft tot doel: Het bevorderen van het ten gehore brengen van werken van Jan Vogel en het stimuleren van projecten betreffende de muziek als onderdeel van de kleinkunst. 
Hij was op 15 april 1925 eerder getrouwd met de in Lübeck geboren, Henriette Elisabeth Gelauff (1905-1962) en uit dit huwelijk is een kind geboren. 
Op zijn vakantieadres in Zwitserland werd hij in 1983 dodelijk getroffen door een zware hartaanval.